# Jonathan Ross (senator)

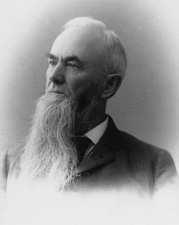
Jonathan Ross

Jonathan Ross, född 30 april 1826 i Waterford, Vermont, död 23 februari 1905 i St. Johnsbury, Vermont, var en amerikansk republikansk politiker och jurist. Han representerade delstaten Vermont i USA:s senat 1899–1900.
Ross utexaminerades 1851 från Dartmouth College. Han studerade juridik och inledde 1856 sin karriär som advokat i St. Johnsbury. Han tillträdde 1870 som domare i Vermonts högsta domstol. Han var domstolens chefsdomare 1890–1899.
Senator Justin S. Morrill avled i december 1898 i ämbetet. Ross tillträdde som senator den 11 januari 1899. Han efterträddes i oktober 1900 av William P. Dillingham.
Ross avled 1905 och gravsattes på Mount Pleasant Cemetery i St. Johnsbury.